# Брэилою, Константин
Константи́н Брэило́ю (рум. Constantin Brăiloiu, 13 августа 1893, Бухарест, Королевство Румыния — 20 декабря 1958, Женева, Швейцария) — румынский композитор, фольклорист, этномузыковед, педагог и организатор науки, один из пионеров современного этномузыковедения. 
Он был инициатором систематического изучения румынского музыкального фольклора, стоял у истоков создания специализированных архивов народной музыки в Румынии и за рубежом. Основал Международный архив народной музыки (AIMP) в Женеве, сотрудничал с ЮНЕСКО и активно участвовал в международных научных проектах. 
Брэилою получил известность как автор оригинальных концепций и методик полевого сбора, анализа и классификации традиционной музыки, оказавших влияние на международную научную практику. Он также известен исследованиями в области ритмики, мелодики и социальной структуры народной музыки. Его научная дискография охватывает уникальные записи из Европы, Азии и Африки, а аналитический подход предвосхитил структуралистские направления в этномузыковедении.

## Биография

### Происхождение и образование
Родился в Бухаресте, в семье старинных дворян из Олтении, уходящих корнями к роду Брынковяну. Его дед, Константин Н. Брэилою, изучал право в Женеве и Париже; принимал участие в разработке первого свода законов Валахии, изданного в 1818 году во время правления князя Иоана Караджа; входил в Комиссию по пересмотру Конституции Румынии в 1879 году. Отец, Николае Брэилою, был политиком, юристом, получил образование во Франции и занимал должность советника в Счётной палате Королевства Румыния.
Начальное музыкальное образование Брэилою получил в Бухаресте у Думитру Кириак-Джорджеску (1901—1907, теория и сольфеджио), затем учился в Вене (1907—1909), Веве и Лозанне (1909—1911), а позже в Париже у Андре Жедальжа (1912—1914, композиция).

### От композитора к этномузыковеду
Брэилою начинал как композитор, опубликовав в 1911—1915 годах свои первые сочинения, написанные ещё в Швейцарии, большинство из них для фортепиано. Одна из публикаций представляла собой сборник мелодий для фортепиано, скрипки и виолончели под названием «Три арабских стихотворения». Критика сразу причислила Брэилою к числу «композиторов с фольклорной душой».
Музыковедением начал начал интересоваться ещё будучи студентом в Швейцарии. В лозаннском журнале «La Vie musicale» в период 1911—1912 годы был опубликован десяток его статей. Уже после возвращения в Бухарест Брэилою познакомился со сборником румынских народных песен, которые Бела Барток записал несколькими годами ранее (1909—1910) в Бихоре. Вскоре, под влиянием работ Бартока и контакта с румынским фольклором, он отказался от композиторской карьеры и сосредоточился на изучении традиционной музыки.

### Научная и общественная деятельность
В 1920—1923 годах Брэилою вёл музыкальную колонку в бухарестской ежедневной газете «Luptătorul», основанную его другом Леоном Алгази.
Вместе с Джордже Энеску, Думитру Кириак-Джорджеску, Ионом Нонна Отеску, Михаилом Жорой и другими основал в 1920 году Общество композиторов Румынии, в котором до 1943 года был секретарём. По его инициативе при Обществе композиторов был создан Архив фольклора (1928), который он возглавлял до 1943 года.
Преподавал историю музыки и музыкальный фольклор в Королевской академии музыки и драматического искусства (1923—1943), в 1942—1943 годах — заместитель директора консерватории.
В 1943 году Брэилою был назначен культурным советником при румынской Легации в Берне. Из-за ухудшения политической обстановки на родине он решил не возвращаться в Румынию. В 1956 году получил французское гражданство.
Основал «Международный архив народной музыки» (1944) при Этнографическом музее Женевы и возглавлял его до конца жизни.
Преподавал в Центре исследований в области этномузыкологии в Париже. Основал международный кружок этномузыкологических исследований Les Colloques de Wégimont (1954).
Константин Брэилою скончался от инсульта 20 декабря 1958 года в Женеве.

## Вклад в науку
Французский антрополог и этномузыковед Андре Шеффнер, составивший в 1959 году первую библиографию Брэилою, выделил следующие направления его исследований:
1. Румынская народная музыка: песни, танцы, свадебные обряды, погребальные плачи;
2. Определение музыкального фольклора и методика фольклорных исследований: кроме очерка 1931 года[17], сохранившего свою актуальность, критический анализ существующих определений «музыкального фольклора» (1949)[18];
3. В качестве приложения — всестороннее исследование репертуара села Драгуш;
4. Анализ народных ритмов: giusto syllabique (1948)[19], так называемый «болгарский» или хромающий ритм (1951)[20], детские ритмы (1954)[21], а также исследование румынского народного стихосложения — первый подобный анализ, проведённый музыковедом;
5. Архаические ладовые и тональные системы.

### Румынская народная музыка
Деятельность в области этномузыковедения Брэилою начал в составе социологических экспедиций, организованных Бухарестской социологической монографической школой под руководством профессора Димитрие Густи. В 1928—1934 годах он участвовал в полевых исследованиях, проведённых в ряде румынских сёл, таких как Фунду Молдовей (жудец Сучава, Буковина), Дрэгуш (жудец Брашов, Трансильвания) и Рунку (жудец Горж, Олтения). Немой фильм 1929 года Дрэгуш, снятый как отчёт о работе экспедиции, считается одним из первых социологических и этнографических документальных фильмов в мире.
Итогом румынского этапа его деятельности стал обширный полевой опыт и глубокий анализ традиционной музыкальной практики. Освоив значительный эмпирический материал и сформировав прочное представление о фольклорной реальности своей страны, Брэилою заложил основу для расширения своих исследований за пределы Румынии, к более широкому географическому и культурному контексту.

### Методология фольклорных исследований
Брэилою выявил ряд проблем современной ему европейской этномузыкологии. Среди них: отсутствие всесторонней документальной базы, незнание особенностей собственного фольклора или ограничение изучения лишь одним музыкальным стилем, ошибочно принимаемым за этническую или специфическую черту определённого народа, хотя на деле он мог быть распространён на обширной географической территории или даже иметь универсальный характер. Другой проблемой Брэилою называл применение к традиционной устной музыке критериев академической («учёной») музыки, что приводит к её восприятию как «деградированной» формы. Он критиковал недостаточную строгость в формулировке гипотез и теорий, попытки преждевременных обобщений, слабо подкреплённых фактическим материалом. Отмечал и равнодушие к фольклорному искусству других — как европейских, так и внеевропейских — народов.

Брэилою подходил к народной музыке как к социальной практике, подчёркивая её исполненческую природу. В статье 1931-го «Набросок метода музыкального фольклора», основополагающем тексте для изучения крестьянской музыкальной культуры, он писал:

Народная мелодия сама по себе не имеет осязаемой реальности; она действительно существует только в момент исполнения — пения или игры — и живет лишь благодаря воле и манере её интерпретатора. Здесь создание и исполнение настолько сливаются, что практика музыки, основанная на письменных или печатных источниках, абсолютно этого не учитывает.
Он также писал, что если под «народной музыкой» понимать всю музыкальную практику, существующую в сельском обществе в данный момент, то фольклористика превращается не в изучение крестьянской музыки как таковой, а в исследование всей музыкальной жизни села, что приближает её к социологии. В этом случае анализ музыкальных форм отходит на второй план и становится лишь вспомогательным инструментом.
Во время подготовки «Универсальной коллекции записанной народной музыки» Брэилою активно участвовал в развитии международного сотрудничества в области этномузыкологии. Его деятельность была направлена на совершенствование методологии полевых исследований и документации музыкального фольклора. В рамках этой работы он консультировал специалистов из разных стран и принимал участие в заседаниях экспертной комиссии при ЮНЕСКО и Международном архиве народной музыки, в частности на сессиях в Париже в 1945 и 1949 годах.

### Аксак
Мелодии c асимметричных ритмами широко распространены на Балканах (Болгария, Румыния, Сербия, Хорватия, Македония, Греция). Европа обратила на них внимание в начале XX века после нескольких статей болгарских музыковедов. Некоторое время за ними закрепился термин «болгарский ритм».
В 1951 году Брэилою идентифицировал асимметричные ритмы не только на Балканах, но и народной музыке туркменов, туарегов, бедуинов, басков, а также в Швейцарии. Термин «болгарские ритмы» уже не очень адекватно описывал ситуацию, и Брэилою, консультируясь с известным турецким композитором и музыковедом Ахмедом Сайгуном, предложил общепринятый теперь термин аксак, от тур. aksak — хромой.

### Исследование детского ритма
Детский ритм — это устойчивая ритмическая структура, встречающаяся в детских песенках, считалках, подражательных играх и других формах музыкальной активности детей. Эти формулы ритма, часто воспринимаемые как спонтанные и архаические, традиционно считались частью исключительно детского репертуара, сформированного под влиянием окружающей языковой и культурной среды.
Брэилою поставил под сомнение гипотезу о локальном происхождении этих ритмических формул. В своём исследовании он применил сравнительный и типологический подход, систематически описав и классифицировав «предустановленные» ритмические формулы, встречающиеся у детей в разных культурах. На основе обширного материала он показал, что аналогичные ритмические модели существуют в детском фольклоре по всему миру — независимо от языка, культурного контекста или географического положения.
Анализ полученных данных привёл Брэилою к выводу о существовании универсального ритмического основания, которое может предшествовать дифференциации языков. Он предположил, что это ритмическое единство могло возникнуть в доязыковую эпоху человеческого развития, а затем трансформировалось в зависимости от психофизиологических и социокультурных факторов.
Исследование Брэилою внесло вклад в понимание врождённых и универсальных элементов музыкального поведения человека, поставив важные вопросы о связи между ритмом, языком и когнитивным развитием в раннем возрасте.

### Архаические ладовые структуры
Брэилою научно обосновал существование двух-, трёх- и четырёхзвучных ладов, которые, по его мнению, связаны восходящими квинтами и образуют самостоятельные музыкальные системы: битоническую, тритоническую и тетратонную. Расширив круг признанных ладовых структур за счёт более простых и древних форм, он тем самым существенно дополнил само понятие музыкальной тональной системы.

## Научная дискография
Брэилою был убеждён, что никакая транскрипция не может заменить аудиозапись. В 1930 году в статье в La Revue musicale он объявил о намерении перевести на грампластинки свои полевые записи, ранее сделанные на фонографических цилиндрах. По данным Андре Шеффнера, дискография Брэилою включает 80 грампластинок (78 об/мин, 10 дюймов).
В 1950 году, в сотрудничестве с парижским Музеем человека, он издал четыре грампластинки с румынской народной музыкой (78 об/мин, 10 дюймов).
Его «Универсальная коллекция записанной народной музыки», включающая полевые записи, сделанные в 1913—1953 годах в Европе, Африке и Азии, была издана в 1951—1958 годах в рамках совместного проекта AIMP и ЮНЕСКО (8 альбомов по 5 грампластинок, 78 об/мин, 10 дюймов). Издание сопровождалось аннотациями на французском и английском языках, подготовленными Брэилою, а также предисловием Эрнеста Ансерме. В 1984 году Международный архив народной музыки переиздал коллекцию на долгоиграющих пластинках (лейбл VDE-Gallo Records; 6 LP дисков, 33 об/мин, 12 дюймов). Тексты аннотаций были воспроизведены на разворотных конвертах. Издание также включало двуязычный буклет с предисловием Лорана Обера и исследовательской статьёй о творчестве Брэилою, написанной Жан-Жаком Наттье. Выпуск был удостоен Международного Гран-при грамзаписи Академии Шарля Кро. В 2009 году коллекция была переиздана на четырёх компакт-дисках тем же лейблом.
Ранние записи румынской народной музыки, сделанные Брэилою в 1930—1940-х годах, были изданы в 1988 году на трёх компакт-дисках (лейбл VDE-Gallo Records) с предисловием Лорана Обера и комментариями Сперанцы Рэдулеску.

## Значение
В брошюре 1936 года «Почему и как мы собираем народную музыку» Б. Барток писал: «Брэилою не только самый замечательный знаток румынского фольклора, он также считается одним из лучших фольклористов Европы».
Подход Брэилою оказал влияние на международные методики сбора и анализа традиционной музыки. Уже в 1930-х годах он высказывал предположение о существовании скрытых структур в народной музыке и разрабатывал подходы к их описанию. Его работы предвосхищает элементы структуралистского анализа, который получил широкое распространение в последующей этномузыкологии.
Его статьи включены в словари и энциклопедии, включая Dictionary of Modern Music and Musicians, Die musik in Geschichte und Gegenwart (1954) и Encyclopedie de la Musique (1958).
Брэилою считается основоположником румынской школы фольклора и этномузыковедения. Cреди его учеников — Тибериу Александру, Константин Буджяну, Паула Карп, Мирча Кириак, Георге Чобану, Иларион Кочишиу, Эмилия Комишел, Георге Думитреску, Ион Думитреску, Корнелиу Мереш, Иоан Р. Никола, Аким Стоя и многие другие.

## Память
Ученица и сотрудница Брэилою румынский этномузыковед Эмилия Комишел издала двуязычное собрание его сочинений в 6 томах (1967—1998) и посвящённую ему монографию. Полная библиография Брэилою была опубликована в 1979 году.
Именем Константина Брэилою назван Институт этнографии и фольклора, в состав которого входит созданный им в 1928 году Архив фольклора.
В нескольких румынских городах, включая Волунтарь, Тимишоару, Клуж-Напока, есть улицы Константина Брэилою.
Почта Румынии выпустила почтовую открытку (1983) и почтовую марку (1993), посвящённые Брэилою.

## Награды
- Орден Почётного легиона (Париж, кавалер 1929; офицер 1953)[45].
- Орден Возрождения Польши (Варшава, кавалер, 1932)[46].
- Орден «За заслуги в культуре»[рум.] (кавалер I степени, 1940; офицер, 1943[47]).

## Избранные труды
- Constantin Brăiloiu. La musique populaire roumaine [Румынская народная музыка] (фр.) // La Revue musicale. — 1930. — Juin. — P. 554—557.
- Constantin Brăiloiu. Esquissse d'une méthode de folklore musical [Набросок метода музыкального фольклора] (фр.) // Revue de musicologie. — 1931. — Novembre (no 40). — P. 233—267.
- Constantin Brăiloiu. «Ale mortului» din Gorj/ [Погребальные [мелодии] из Горжа] (рум.). — București: Publicaţiile Arhivei de folklore, 1936. — Vol. VII.
- Constantin Brăiloiu. Chants du mort [Погребальные мелодии] (фр.) // Mesures  / Traduits du roumain par I. Voronca et J. Lassaigne. — Paris, 1939. — 15 octobre. — P. 85—93.
- Constantin Brăiloiu. Le Giusto syllabique bichrone, un système rythmique propre à la musique populaire roumaine [Giusto с двухдольным слоговым ритмом — ритмическая структура, характерная для румынской народной музыки] (фр.) // Polyphonie, 2ᵉ cahier. — Paris, 1948. — P. 26—57.
- Constantin Brăiloiu. Le Folklore musical [Музыкальный фольклор] (фр.) // Musica aeterna  / M.S. Metz. — Zurich, 1949. — P. 277—332.
- Constantin Brăiloiu. Le rythme Aksak [Ритм аксак] (фр.) // Revue de Musicologie. — 1951. — Décembre (vol. 33, no 99, 100). — P. 71—108.
- Constantin Brăiloiu. Sur une mélodie russe [Об одной русской мелодии] (фр.) // Musique russe  / P. Souvtchinsky. — Paris: Presses Universitaires de France, 1953. — Vol. 2. — P. 329—391.
- Constantin Brăiloiu. Le Rythme enfantin: notions liminaires [Детский ритм: основные понятия] (фр.) // Les Colloques de Wégimont (Premier colloque, 1954). — Paris—Bruxelles, 1956. — P. 64—96.
- Constantin Brăiloiu. Opere [Труды] (фр.) / Emilia Comișel. — București: Editura Muzicală a Uniunii Compozitorilor din Republica Socialistă România, 1967. — Vol. I.
- Constantin Brăiloiu. Opere [Труды] (фр.) / Emilia Comișel. — București: Editura Muzicală a Uniunii Compozitorilor din Republica Socialistă România, 1969. — Vol. II.